# Boogaloo
"Boogaloo" foi a canção que representou a Suécia no Festival Eurovisão da Canção 1987, interpretada em sueco pela cantora pop Lotta Engberg , depois de ter vencido  Melodifestivalen em 1987. A canção tinha letra de Christer Lundh, música de Mikael Wendt  e foi orquestrada por Curt-Eric Holmquist.
O nome original da canção que venceu o Melodifestivalen 1987 era "Fyra bugg och en Coca Cola" ("Quatro pastilhas elásticas e uma Coca-Cola"), mas devido às regras internacionais de anúncios publicitárias teve de ser alterada para "Boogaloo" no Festival Eurovisão da Canção 1987

## Single
Em 13 de fevereiro de 1987, o single Fyra Bugg & en Coca Cola foi lançado na Suécia , com a canção "En helt ny dag"  no lado B. O single alcançou o 19.º lugar do top sueco de singles.

## Svensktoppen (Top sueco)
Foi a 19 de maio de 1987 que a referida canção  alcançou o nº 1 do top sueco de vendas. Se bem que  Lotta Engberg tivesse vários êxitos na sua carreira, Fyra Bugg & en Coca Cola esta é considerada a sua canção assinatura.

## Top
| Posição | 19 |

## Letra
A letra da canção é sobre o verão. Fala-nos como é bom num dia de verão dançar no ritmo de  rock 'n' roll e ouvir música boa no walkman (a grande moda na época)